# Walkyriengrund
Der Walkyriengrund vor Grömitz ist mit einer Wassertiefe von bis zu 6,8 m die größte Untiefe in der ansonsten ca. 18–24 m tiefen Lübecker Bucht. Er ist ein bedeutendes Gebiet für die Angelfischerei vom Boot und für den Angeltourismus in der Region. Besonders die Angelmöglichkeiten auf Dorsche, Meerforellen und Hornhechte sind sehr gut. Auch für die Erwerbsfischerei ist das Gebiet von Bedeutung. Der Walkyriengrund ist ein wichtiges Erhaltungs- und Regenerationsgebiet für gefährdete Arten und ist als Fauna-Flora-Habitat-Gebiet „DE-1832-322 Walkyriengrund“ geschützt.